# Fred Archibald
Pour les articles homonymes, voir Archibald.
Frederick G. Archibald est un agriculteur et homme politique fidjien de l'époque coloniale britannique.

## Biographie
Il est issu d'une famille de petits propriétaires de plantations de coprah établie depuis plusieurs générations sur l'île de Vanua Levu,. Élu représentant euro-fidjien de l'est de la colonie au Conseil législatif aux élections de 1947, il perd son siège à celles de 1950. En 1958, il est atteint d'une dépression nerveuse et, ayant couru nu à travers les rues de Suva, est brièvement hospitalisé,,. 
Il retrouve son siège au Conseil législatif aux élections de 1963, avec une très courte avance de voix sur le député sortant de sa circonscription, Harold Gibson. Ce dernier parvient à faire annuler le résultat de l'élection, arguant que l'état mental de Fred Archibald n'a jamais formellement été reconnu sain après son hospitalisation cinq ans plus tôt. Il s'ensuit une élection partielle que Fred Archibald remporte confortablement ; désormais pourvu d'un certificat médical attestant qu'il est sain d'esprit, il le brandit à plusieurs reprises lors de débats parlementaires, agaçant ses adversaires en leur demanadant s'ils peuvent eux aussi prouver leur état mental,. Il perd son siège à nouveau en 1966, aux dernières élections avant l'indépendance du pays en 1970, et meurt hospitalisé à Suva en septembre 1979 « après une longue maladie ».